# Megalopinus
Megalopinus  (лат.) — род жуков-стафилинид. Обнаруживаются под гниющими бревнами, поедают грибницу. Личинки этого рода и подсемейства можно отличить от всех других известных стафилинид присутствием на нижней челюсти субапикального подобного лезвию выступа.

## Систематика
Единственный род в составе подсемейства Megalopsidiinae Leng, 1920. Встречаются в Южной Америки, на Мадагаскаре и других регионах. В Перу 14 видов, в Аргентине 8 видов, в Чили 4 вида. В ископаемом состоянии род найден в меловом бирманском янтаре.
- Род Megalopinus Eichelbaum, 1915
  - Вид Megalopinus aimara Puthz, 1994[6]
  - Вид Megalopinus araucanus (Coiffait & Sáiz, 1968) — Чили
  - Вид Megalopinus chinan Puthz, 1994
  - Вид Megalopinus duplicatus Puthz, 1994
  - Вид Megalopinus elegantior Puthz, 1994
  - Вид Megalopinus extinctus Yamamoto et Solodovnikov, 2016, бирманский янтарь
  - Вид Megalopinus impressus (Sharp, 1876) — Чили
  - Вид Megalopinus franzi Puthz, 1994
  - Вид Megalopinus gestroi (Bernhaeur, 1909)
  - Вид Megalopinus inka Puthz, 1994
  - Вид Megalopinus lescheni Puthz, 1994
  - Вид Megalopinus moderatus Puthz, 1994
  - Вид Megalopinus nigrificatus Puthz, 1989
  - Вид Megalopinus ogloblini (Bernhauer, 1933)
  - Вид Megalopinus ornatus (Waterhouse, 1883)
  - Вид Megalopinus pulcher Puthz, 1989
  - Вид Megalopinus sanguinitriguttatus (Scheerpeltz, 1972) — Аргентина, Чили
  - Вид Megalopinus testaceus Sáiz, 1970 — Чили
  - Вид Megalopinus tubericollis Puthz, 1994